# رد هوک (نیویورک)
رد هوک (به انگلیسی: Red Hook) یک شهرک در ایالات متحده آمریکا است که در شهرستان داچس، نیویورک واقع شده‌است. رد هوک ۱۰۳٫۷۰ کیلومتر مربع مساحت و ۱۱٬۳۱۹ نفر جمعیت دارد و ۶۲ متر بالاتر از سطح دریا واقع شده‌است.